# Libertiny Gusztáv
Domoniki Libertiny Gusztáv (Korpona, 1839. június 24. – Galgóc, 1914. január 13.) királyi tanácsos, tanfelügyelő.

## Élete
Libertiny Lajos polgármester és Rásztóczky Mária fia. A gimnáziumot Korponán a piaristáknál és Selmecbányán a líceumban végezte, majd jogi és bölcsészeti tanulmányokat folytatott a pesti egyetemen. 
1869-1876 között tanfelügyelői tollnok, majd Vas vármegye másodtanfelügyelője lett. Érdemei elismeréséül a közoktatásügyi miniszter Nyitra vármegye királyi tanfelügyelőjévé nevezte ki. A nyitramegyei tanító-testület alapítója, melynek három éven át állt az élén. 1901-ben a Szabadelvű Párt a szenici kerületben indította a választásokon.
A Felvidéki Magyar Közművelődési Egyesület egyik kiemelkedő munkatársa volt. 1881-ben a király királyi tanácsossá nevezte ki. 1882-ben Galgócon Orbók Mór tanárral kéthetenként Nyitrán megjelenő egyesületi folyóiratot alapítottak Felvidéki Nemzetőr címen. A Magyar Történelmi Társulat tagja.
Holicsi fajanszokat is gyűjtött, amelyeket 1887-ben az Iparművészeti Múzeumnak ajándékozott.
A felsőzéllei és assakürti evangélikus egyházak felügyelője volt. 

## Elismerései és emlékezete
- Libertiny-alap a Tanítók Háza-alap mellett
- 1899-ben ünnepelték jubileumát Nyitrán

## Művei
- 1870 Vasmegye népoktatási állapota. Szombathely.
- 1877 A magyar nyelv gyakorló könyve a tót népiskolák számára. Nyitra.
- 1878 Az iskolai büntetések és a neveléstan. Nyitra.
- 1896 Nyitra vármegye népoktatásügye 1895-ben. Nyitra.